# Influenza sociale
L'influenza sociale, secondo la psicologia sociale, è la pressione che il gruppo esercita sui singoli alterandone percezioni, opinioni, atteggiamenti e comportamenti. Consiste nel "modo in cui i pensieri, i sentimenti e i comportamenti delle persone vengono influenzati dalla presenza reale o immaginaria degli altri" che è l'oggetto di studio fondamentale della psicologia sociale.

## Influenza informativa e normativa
Si parla di influenza sociale informativa quando un individuo, trovandosi in situazioni ambigue, confuse, incerte, assume il
comportamento degli altri come fonte di informazioni e si adegua a tale comportamento.
Quando parliamo di influenza sociale normativa ci si riferisce alla tendenza che hanno gli individui a conformare le
proprie opinioni e i propri comportamenti al modo di agire e di pensare delle persone che stanno loro intorno al fine di
venire accettati e apprezzati dagli altri. A differenza dell'influenza sociale informativa, la pressione normativa porta a un'acquiescenza pubblica, ma non a un'accettazione privata.

## Conformismo e influenza minoritaria
L'influenza sociale si produce attraverso meccanismi molto differenti a seconda della posizione di dominanza o subalternità del gruppo che la promuove. Nel caso dell'influenza sociale esercitata da parte della maggioranza normativa si parla di processi di conformismo. Nel caso in cui sia una minoranza (definita tale non tanto in senso quantitativo quanto in relazione ad un rapporto di subordinazione) a farsi promotrice del cambiamento si parla invece di influenza minoritaria.
La prima distinzione tra i due processi sta nel fatto che la prima può realizzarsi in un contesto collaborativo mentre la seconda può aver luogo solo in condizioni di antagonismo.
Le altre principali differenze possono essere così riassunte: 
- La maggioranza influenza le persone attraverso un processo di confronto che non si concentra sui contenuti. I soggetti si limitano quindi a comparare le reazioni degli altri con le proprie e a uniformarsi alla maggioranza. L'influenza minoritaria esige invece un processo di validazione che si concentra sul messaggio perché il perdurare di una situazione dialettica tra una minoranza che resiste coerentemente e una maggioranza che esercita pressione, spinge ad analizzare i termini del conflitto.
- A livello personale l'effetto dell'influenza maggioritaria è la compiacenza, ovvero la pubblica approvazione delle istanze senza però una vera accettazione delle stesse nella dimensione privata. L'influenza minoritaria provoca invece conversione, un intimo mutamento di atteggiamento o di opinione.
- A livello sociale la prima produce quindi conformismo, cioè obbedienza alle norme del gruppo e mantenimento dello status quo. La seconda comporta invece una riflessione profonda sul messaggio e la possibilità di cambiamento sociale.
- Il rispetto delle norme: entrando a far parte di un gruppo, un individuo è indotto a seguire regole che non seguirebbe altrove. (socio-emotiva)
- L'imitazione: all'interno del gruppo un individuo allinea il proprio comportamento con quello degli altri. Si può avere un contagio sociale se l'allineamento si ha di massa e di maggiori dimensioni.
- Il confronto: l'individuo cerca il consenso degli altri su una propria idea. Se questo consenso c'è, l'individuo risulta più sicuro di sé. Un confronto sociale si ha maggiormente quando si è in dubbio, in cui ci si confronta con individui non troppo dissimili (che non hanno idee tanto differenti) da noi. Se gli individui con cui ci si confronta hanno più capacità di giudizio, allora si ha un confronto in alto, se invece il giudizio dell'altro è minore, si avrà un confronto in basso.

Si possono avere due effetti opposti dall'influenza sociale: il soggetto può cambiare i suoi modi pensare e di agire, o al contrario, non modificare nulla e continuare a mantenere le sue opinioni.
Cambia da soggetto a soggetto e ci sono otto cause a cui un soggetto cede o resiste:
1. Accondiscendenza: l'individuo manifesta i comportamenti richiesti dalla fonte, ma mantiene dentro di sé le proprie convinzioni.
2. Accettazione: l'individuo di fronte al gruppo che esprime un parere difforme dal suo, si convince del parere di gruppo mutando il suo punto di vista.
3. Identificazione: l'individuo aderisce al punto di vista altrui, influenzato dal fascino della fonte.
4. Interiorizzazione: l'individuo si appropria di certi contenuti, i giudizi, le opinioni degli altri, diventano anche le sue sentendone il valore. È una risposta duratura.
5. Conversione latente: il soggetto si convince subito delle opinioni altrui ma le continua a contraddire.
6. Insensibilità: l'individuo non sente minimamente l'influenza e va “avanti per la sua strada”. È segno di indipendenza.
7. Reattanza: l'individuo sente che la fonte di influenza stia limitando il suo campo specie se su comportamenti per lui importanti (reattanza psicologica). Si ribella con emotività.
8. Controinfluenza: chi è soggetto ad influenza sociale tenta a sua volta di influenzare la propria fonte di influenza.

## Fonti
Le fonti sono gli individui da cui ha origine l'influenza sociale. Ve ne sono 4 tipi:
1. L'altro: la fonte di influenza può essere una singola persona che esercita influenza sull'altra anche senza un rapporto particolare.
2. Il gruppo: spesso l'influenza viene da più persone che fanno parte di un gruppo. All'interno di esso si potrebbero però formare gruppi di maggioranza e di minoranza, che potrebbero risultare come sorgenti di influenza l'uno per l'altro.
3. La situazione: un individuo pensa e agisce in un certo modo in relazione con l'ambiente e con la circostanza.
4. L'autorità: ordina all'individuo qualcosa, dunque il soggetto si sente influenzato dall'autorità anche a causa del controllo che esercita su di lui una forte pressione informativa in cui il soggetto si sente legittimo. L'autorità spesso è un rappresentante di una struttura sociale, di una istituzione.

## Esperimento di Asch
L'esperimento di Asch studia l'influenza di opinione di un gruppo su un singolo.
Fattori che influiscono sulla conformità:
- Unanimità: basta che nel gruppo ci sia anche solo un individuo discordante e l'influenza diminuisce vistosamente.
- Dimensioni del gruppo di maggioranza: più è grande il gruppo, più è possibile e veloce l'influenza di opinione sul singolo elemento.
- Caratteristiche del soggetto: chi ha una personalità autoritaria è più sensibile all'influenza della maggioranza.
- Immagine della maggioranza agli occhi del soggetto: se il soggetto ha stima per le fonti di influenza, questa sarà maggiore.
- Difficoltà del compito: più i quesiti sono complessi più l'influenza del gruppo è maggiore.
- Epoca storica e cultura: un certo grado di influenzabilità dinnanzi alle pressioni della maggioranza accomuna tutti gli uomini.

## La conformità
La tendenza dell'individuo a conformarsi con il gruppo aumenta quando l'individuo si trova in un gruppo aperto anonimo, mentre diminuisce in un gruppo minore e individualizzato.

### Minoranza
La minoranza deve essere coerente e soprattutto deve apparire fiduciosa nelle proprie forze.